# Le Messager Football Club de Ngozi
Le Messager Football Club de Ngozi, noto come Le Messager Ngozi, è una società calcistica burundese di Ngozi. Milita nella Ligue A, la massima divisione del campionato burundese di calcio.
Fondato nel 2005, il club gioca le partite in casa allo stadio Urukundo di Ngozi (5 400 posti).

## Palmarès

### Competizioni nazionali
- Campionato burundese: 3

2017-2018, 2019-2020, 2020-2021
- Coppa di Burundi: 1

2016
- Campionato burundese di seconda divisione: 1

2011-2012

### Altri piazzamenti
- Campionato burundese:

2015-2016
- Coppa di Burundi:

finalista: 2014, 2017

## Statistiche

### Statistiche nelle competizioni CAF
| Competizione                   | Partecipazioni | G | V | N | P | RF | RS |
| ------------------------------ | -------------- | - | - | - | - | -- | -- |
| CAF Champions League           | 2              | 4 | 0 | 2 | 2 | 2  | 4  |
| Coppa della Confederazione CAF | 2              | 6 | 1 | 1 | 4 | 6  | 9  |

CAF Champions League
2018-2019: Turno preliminare
2020-2021: Turno preliminare
Coppa della Confederazione CAF
2015: Turno preliminare
2017: Primo turno

## Organico

### Rosa 2022-2023
Aggiornata al 29 ottobre 2022.
| N. |                    | Ruolo | Calciatore             |
| -- | ------------------ | ----- | ---------------------- |
| 22 | Burundi (bandiera) | P     | Onesime Rukundo        |
| 17 | Burundi (bandiera) | D     | Cedric Danny Urasenga  |
| 3  | Burundi (bandiera) | D     | Radjabu Mvuyekure      |
| 5  | Burundi (bandiera) | D     | Adolphe Hakizimana     |
| 8  | Burundi (bandiera) | D     | Ibrahim Karikera       |
| 10 | Burundi (bandiera) | D     | Ismail Nzigiyimana     |
| 11 | Burundi (bandiera) | C     | Ali Intelligent Fataki |
| 13 | Burundi (bandiera) | C     | Raoul Vyamungu         |
| 20 | Burundi (bandiera) | A     | Joseph Kashindi        |
| 25 | Burundi (bandiera) | C     | Vincent Barungitse     |

| N. |                    | Ruolo | Calciatore            |
| -- | ------------------ | ----- | --------------------- |
| 1  | Burundi (bandiera) | A     | Ally Iradukunda       |
| 2  | Burundi (bandiera) | P     | Landry Iradukunda     |
| 6  | Burundi (bandiera) | A     | Karim Bizoza          |
| 9  | Burundi (bandiera) | C     | Arthur Nibikora       |
| 14 | Burundi (bandiera) | C     | Ladislas Mpisemwoneza |
| 16 | Burundi (bandiera) | C     | Djuma Ndikumana       |
| 18 | Burundi (bandiera) | A     | Alexis Hakizimana     |
| 27 | Burundi (bandiera) | A     | Yassin Dushime        |
| 24 | Burundi (bandiera) | D     | Akbar Muderi          |
| 21 | Burundi (bandiera) | D     | Hamza Nyanzira        |